# Knooppunt Třebonice
Knooppunt Třebonice (Tsjechisch: Dálniční křižovatka Třebonice) is een knooppunt in Praag in Tsjechië.
Op dit knooppunt bij de buurt Třebonice kruist de autosnelwegring van Praag de D5 naar Pilsen.

## Geografie
Het knooppunt ligt in de stad Praag. Naburige buurten en dorpen zijn Třebonice, Zličín en Chrášťany.

## Richtingen knooppunt
| Aansluitende wegen | Aansluitende wegen | Aansluitende wegen  | Aansluitende wegen | Aansluitende wegen |
| ------------------ | ------------------ | ------------------- | ------------------ | ------------------ |
|                    |                    | 0 richting D6 en D7 |                    | 605                |
|                    |                    |                     |                    |                    |
| 5 richting Pilsen  | 5                  |                     |                    |                    |
|                    |                    |                     |                    |                    |
| 605                |                    | 0 richting D4 en D1 |                    |                    |